# Isla de Os Forcados
La Isla de Os Forcados (Illa dos Forcados) es una isla española de la provincia de La Coruña, situada en la parroquia de Lira, ayuntamiento de Carnota. Es una isla baja y completamente pedregosa. A pesar de su extensión relativamente grande (5 hectáreas) carece y careció de cualquier tipo de construcción o actividad humana (a excepción de la pesca somera), debido a ser completamente pétrea e imposible de abordar.
- Datos: Q9009768